# Dolorisme
« doloriste » redirige ici. Pour la congrégation religieuse, voir Fils de Notre-Dame des Douleurs.
On nomme dolorisme une doctrine philosophique, spirituelle ou religieuse qui exalte la douleur physique pour elle-même car on lui attribue une valeur morale,. On parle aussi dans certains cas de culte de la douleur,.
L'adjectif correspondant est doloriste.

## Étymologie
Les termes « dolorisme » et « doloriste » sont des mots savants forgés dans la première moitié du XXe siècle à partir du latin dŏlŏr, -ōris signifiant « douleur physique, souffrance »,.

## Dans la philosophie
Concernant la philosophie antique, le stoïcisme défend une forme de dolorisme,,. Il s'oppose en ce sens à l'épicurisme et à l'hédonisme, qui prônent la recherche du plaisir ou du bonheur et l'évitement de la souffrance,.
Dans la philosophie contemporaine, on retrouve des idées favorables au dolorisme chez différents auteurs comme Søren Kierkegaard, Louis Lavelle ou Max Scheler.

## Dolorisme chrétien
La doctrine chrétienne est parfois décrite comme doloriste,,,,,, en particulier dans le catholicisme mais aussi le calvinisme. Cette qualification s'appuie en premier lieu sur la représentation et l'interprétation de la Passion du Christ dans le christianisme, selon lesquelles la souffrance de Jésus sert à la rédemption, au rachat des péchés de l'humanité, qui, invitée à suivre ce modèle en souffrant elle-même, se trouve ainsi culpabilisée du point de vue des auteurs critiques de cette conception,,,,,,. La douleur constituerait pour le croyant un moyen de se rapprocher de Dieu,.
Le pape catholique Pie XII a pour sa part déclaré que le dolorisme n'était pas une obligation morale pour les chrétiens.
L'exaltation de la douleur du Christ a été transposée dans certains aspects du culte rendu à Marie comme mère souffrant de la perte de son fils, par exemple dans la figure de l'invocation de Notre-Dame des Douleurs.
Certains philosophes ont exposé des doctrines opposées au dolorisme chrétien, notamment Baruch Spinoza et Friedrich Nietzsche, ou plus récemment Michel Onfray qui s'inspire de ce dernier,,. L'œuvre de Nietzsche, par exemple dans sa Généalogie de la morale ou la figure du surhomme qu'il a développée, regorge ainsi de critiques en ce sens, tandis qu'il défend selon certains une autre forme de dolorisme, non rédempteur,,.

## Dans les arts
Dans le domaine des arts, on qualifie certaines œuvres de doloristes, par exemple celles offrant des représentations exprimant la douleur du Christ dans sa passion.
Le dolorisme est également le nom donné à un mouvement littéraire français du milieu du XXe siècle opposé à l'existentialisme et exaltant la valeur de la douleur, mené et théorisé par Julien Teppe,,,,,.